# The Cross of Changes
The Cross of Changes är den tyska gruppen Enigmas andra studioalbum, utgivet den 6 december 1993.

## Låtförteckning
1. "Second Chapter" – 2:16
2. "The Eyes of Truth" – 7:13
3. "Return to Innocence" – 4:17
4. "I Love You ... I'll Kill You" – 8:51
5. "Silent Warrior" – 6:10
6. "The Dream of the Dolphin" – 2:47
7. "Age of Loneliness (Carly's Song)" – 5:22
8. "Out from the Deep" – 4:53
9. "Cross of Changes" – 2:23

## Singlar
- "Return to Innocence" (4 januari 1994)
- "The Eyes of Truth" (8 april 1994)
- "Age of Loneliness" (8 augusti 1994)
- "Out From The Deep" (november 1994)